# 大市口
大市口是中国江苏省镇江市的中心商业区，位于该市京口区的中山东路与解放路交汇处附近。
大市口十字路口早已形成，原是较窄的石板街。1930年代，江苏省会迁到镇江以后，将原有石板街拓宽改建为东西向的中山路和南北向的中正路。1949年以后，中正路改名为解放路。1970年代以后，镇江城市重心东移，原来偏于市区西部的大西路商业区逐渐衰落，而位于市中心的大市口商业区取而代之。
2010年开始新一轮的大市口商业圈改造，已经建设完成拥有12个出入口的地下通道。
2012年，在拆除的地块上开始建设苏宁大厦。